# Pequeña Entente

Países de la Pequeña Entente en la Europa de entreguerras.

La Pequeña Entente fue una alianza creada en 1920-1921 entre tres de los Estados favorecidos por el resultado de la Primera Guerra Mundial: Checoslovaquia, Reino de Rumanía y el Reino de los Serbios, Croatas y Eslovenos el 14 de agosto de 1920.

## Objetivo

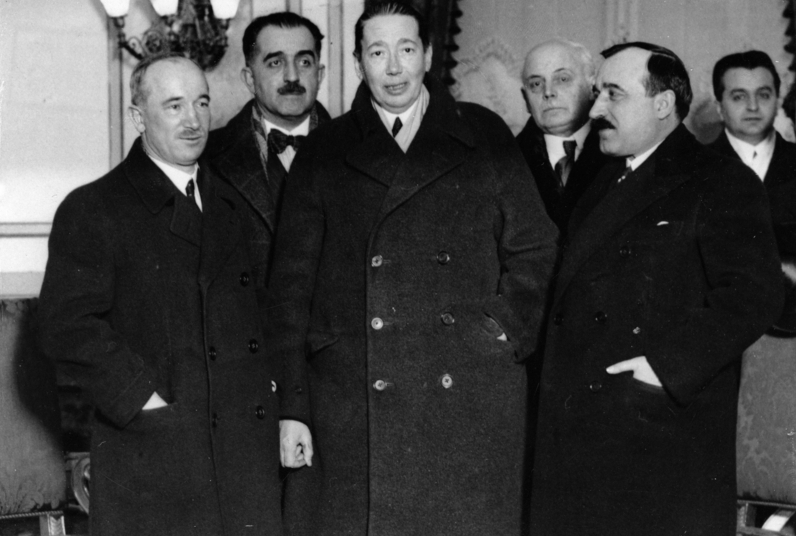
Reunión de ministros Exteriores de la Pequeña Entente en 1932. De izquierda a derecha: el checoslovaco Edvard Beneš (posterior presidente), el rumano Nicolae Titulescu y el yugoslavo Bogoljub Jevtić (luego primer ministro de su país).

El objetivo de la alianza era mantener el statu quo político en la cuenca del Danubio, evitando los posibles cambios territoriales en favor del Reino de Hungría e impedir la restauración de los Habsburgo en la república de Austria o Hungría. La alianza reconocía la autoridad de la Sociedad de Naciones con sede en Ginebra y enviaba regularmente a la misma los resultados de sus reuniones. Surgió con el acuerdo entre Checoslovaquia y Yugoslavia del 14 de agosto de 1920, que pretendía frustrar los deseos del último emperador austrohúngaro, Carlos I de restaurar la dinastía. El reino de Rumanía se unió a la liga el 23 de abril de 1921, pocos días después de fracasar en Hungría el primer intento de restauración de Carlos I, mediante un pacto con Checoslovaquia. El acuerdo equivalente con Yugoslavia se firmó algunas semanas más tarde, el 7 de junio.

## Historia
El 16 de febrero de 1933 los ministros de Exteriores de los tres países que formaban la alianza decidieron darle un carácter permanente, dotarla de una junta con sede en Ginebra y coordinar completamente su política exterior. Se proclamó la apertura de la alianza a otros países, pero ninguno se adhirió.
Tras la firma en Roma de los Protocolos de Roma que unían a Austria, Reino de Hungría y el Reino de Italia, en oposición a la Entente, Francia mostró su respaldo a la coalición. Para Francia, la Entente podía servir como contrapeso a la influencia que el Reino de Italia buscaba en los Balcanes, siendo que el gobierno francés buscaba una alianza con países de Europa Oriental precisamente con esa finalidad.
La instauración de la dictadura hitleriana en Alemania motivó a Francia a renovar su sistema de alianzas, dando preeminencia a la Entente, pero en este esfuerzo el ministro francés de asuntos exteriores Louis Barthou promovió también el acercamiento de Francia a Italia y el reconocimiento diplomático a la URSS para formar también con esos países un gran frente antialemán; el proyecto de Barthou motivó las molestias de Yugoslavia y Rumanía, países hostiles a la URSS y fuertemente anticomunistas, además Yugoslavia no mostraba entusiasmo por un acercamiento francoitaliano pues recelaba de las ambiciones italianas sobre la costa dálmata. 
Los asesinatos del rey yugoslavo Alejandro y de Barthou en Marsella (octubre de 1934) durante una visita oficial causaron una reorientación de la política exterior francesa, ansiosa por llegar a acuerdos con Italia aun a costa de no investigar a fondo a los ultranacionalistas croatas que eran sospechosos de los asesinatos en Marsella. Así, la política de apaciguamiento seguida por Francia y Gran Bretaña con la esperanza de contener la agresividad de Alemania e Italia motivó que desde 1935 los países de la Entente perdieran importancia en la política exterior de Francia, tenida por su principal aliada. El 7 de enero de 1935, el acuerdo entre el primer ministro francés Pierre Laval y Mussolini conllevó un alejamiento entre los centroeuropeos y Francia, a la que veían dispuesta a sacrificarles para mejorar sus relaciones con la Italia fascista.
En la crisis por el ataque italiano a Etiopía en la segunda mitad de 1935 y el comienzo de 1936, la Entente defendió la política original británica de sanciones contra Italia y se mantuvo en todo momento a favor de la resolución del conflicto a través de la Sociedad de Naciones.
En mayo de 1936, tras el fracaso de las sanciones y la victoria italiana en Abisinia, los tres representantes de la Entente decidieron que se celebrasen reuniones anuales de los jefes de Estado de los miembros de la alianza para reforzarla. No obstante, las divergencias políticas entre los integrantes (dos monarquías autoritarias y conservadoras aliadas con una república democrática y parlamentaria) y la falta de apoyo de las grandes potencias marcó el fracaso final de la Entente, cuando desde mediados de la década de 1930 se advirtió que el mayor riesgo político para sus tres miembros eran las ambiciones expansionistas de la Italia fascista y la Alemania nazi antes que una muy improbable restauración de los Habsburgo. 
Ante la indiferencia francesa, secundada por el gobierno británico, aumentó la influencia económica de Alemania en los Balcanes, siendo principal socio comercial de Yugoslavia y Rumanía en 1937, mientras que Checoslovaquia se enfrentaba a la agitación de la minoría de alemanes étnicos de los Sudetes. Las presiones italoalemanas sobre la Entente se fortalecieron tras la inacción francobritánica ante la anexión de Austria por los nazis (marzo de 1938), siendo que la posterior Crisis de los Sudetes culminó en los Acuerdos de Múnich (septiembre de 1938) que forzaban a Checoslovaquia a entregar amplias zonas de territorio a Alemania. La posterior Ocupación alemana de Checoslovaquia en marzo de 1939 extinguió en la práctica a la Entente.